# العلاقات اليمنية الميانمارية
العلاقات اليمنية الميانمارية هي العلاقات الثنائية التي تجمع بين اليمن وميانمار.

## مقارنة بين البلدين
هذه مقارنة عامة ومرجعية للدولتين:
| وجه المقارنة                                              | اليمن                   | ميانمار          |
| --------------------------------------------------------- | ----------------------- | ---------------- |
| المساحة (كم2)                                             | 555.00 ألف              | 676.58 ألف       |
| عدد السكان (نسمة)                                         | 28.25 مليون             | 53.37 مليون      |
| الكثافة السكانية (ن./كم²)                                 | 50.9                    | 78.88            |
| العاصمة                                                   | صنعاء عدن (عاصمة مؤقتة) | نايبيداو، يانغون |
| اللغة الرسمية                                             | اللغة العربية           | اللغة البورمية   |
| العملة                                                    | ريال يمني               | كيات ميانماري    |
| الناتج المحلي الإجمالي (بليون دولار)                      | 18.21 مليار             | 69.32 مليار      |
| الناتج المحلي الإجمالي (تعادل القوة الشرائية) بليون دولار | 75.69 مليار             | 282.95 مليار     |
| الناتج المحلي الإجمالي الاسمي للفرد دولار أمريكي          | 1.41 ألف                | 1.16 ألف         |
| الناتج المحلي الإجمالي للفرد دولار أمريكي                 |                         |                  |
| مؤشر التنمية البشرية                                      | 0.498                   | 0.536            |
| رمز المكالمات الدولي                                      | +967                    | +95              |
| رمز الإنترنت                                              | .ye                     | .mm              |
| المنطقة الزمنية                                           | ت ع م+03:00             | ت ع م+06:30      |

## منظمات دولية مشتركة
يشترك البلدان في عضوية مجموعة من المنظمات الدولية، منها:
| علم المنظمة | اسم المنظمة                        | تاريخ انضمام اليمن | تاريخ انضمام ميانمار |
| ----------- | ---------------------------------- | ------------------ | -------------------- |
|             | مؤسسة التنمية الدولية              | 22 مايو 1970       | 5 نوفمبر 1962        |
|             | مؤسسة التمويل الدولية              | 22 مايو 1970       | 3 ديسمبر 1956        |
|             | منظمة حظر الأسلحة الكيميائية       | ?                  | ?                    |
|             | الأمم المتحدة                      | 30 سبتمبر 1947     | 19 أبريل 1948        |
|             | الاتحاد الدولي للاتصالات           | 1931               | 15 سبتمبر 1937       |
|             | منظمة الشرطة الجنائية الدولية      | ?                  | ?                    |
|             | البنك الدولي للإنشاء والتعمير      | 3 أكتوبر 1969      | 3 يناير 1952         |
|             | الاتحاد البريدي العالمي            | ?                  | ?                    |
|             | وكالة ضمان الاستثمار متعدد الأطراف | 12 مارس 1996       | 16 ديسمبر 2013       |
|             | يونسكو                             | 2 أبريل 1962       | 27 يونيو 1949        |

## وصلات خارجية
- موقع وزارة الخارجية الميانمارية